# Oleg Taktarov
Oleg Nikolaevich Taktarov (em russo:  Олег Николаевич Тактаров) (Sarov, 26 de agosto, 1967) é um ator e lutador de MMA russo. Ele é praticante de Sambo, Krav Magá, Jiu Jitsu e Judô, competiu no Ultimate Fighting Championship e no Pride. Taktarov foi o campeão do UFC 6 e coleciona notáveis vitórias sobre Marco Ruas e Tank Abbott. Ele é lembrado por ser excepcionalmente calmo durante as lutas e por utilizar uma variedade raramente vista de golpes do Sambo.
Após abandonar os ringues, seguiu carreira de ator, participando de filmes como 15 Minutos, Predators, Miami Vice, A Lenda do Tesouro Perdido, Bad Boys II e Força Aérea Um, além de uma participação no seriado Alias.
O agente secreto russo Dimitri "Dima" Mayakovsky do jogo Battlefield 3 possui a captura dos movimentos do ator.